# Phyllops falcatus
Phyllops falcatus là một loài động vật có vú trong họ Dơi mũi lá, bộ Dơi. Loài này được Gray mô tả năm 1839.